# 31 Dywizja Strzelecka (ZSRR)
31 Stalingradzka Dywizja Strzelecka odznaczona Orderami Czerwonego Sztandaru, Suworowa i Bohdana Chmielnickiego (ros. 31-я стрелковая Сталинградская Краснознамённая орденов Суворова и Богдана Хмельницкого дивизия, 31 DS) – związek taktyczny piechoty Armii Czerwonej.
W czerwcu 1941 pod dowództwem pułkownika Michaiła Ozimina w składzie 40 Korpusu Strzeleckiego Zakaukaskiego Okręgu Wojskowego. W 1945 roku razem z 214 Dywizją Strzelecką i 373 Dywizją Strzelecką wchodziła w skład 78 Korpusu Strzeleckiego. W czasie walk na ziemiach polskich 31 DS dowodził płk Iwan Chilczewski. Dywizja uczestniczyła m.in. w ofensywie Armii Czerwonej rozpoczętej 12 stycznia 1945 roku, biorąc udział w przełamaniu niemieckich fortyfikacji Stellung a2. Uczestniczyła też w zdobyciu Bolesławca i zakończeniu w mieście panowania reżimu III Rzeszy.

## Dowództwo dywizji
Dowódcy:
- płk Iwan Chilczewski[3].

## Struktura organizacyjna
- Dowództwo 31 Dywizji Strzeleckiej
- 75 Pułk Strzelecki
- 177 Pułk Strzelecki
- 248 Pułk Strzelecki
- 32 Pułk Artylerii
- 129 Pułk Artylerii Haubic
- 151 samodzielny dywizjon artylerii przeciwpancernej
- dywizjon artylerii przeciwlotniczej
- 86 kompania zwiadowcza
- 128 samodzielny batalion łączności → 128 samodzielna kompania łączności (23.04.1943 - 01.08.1943)
- 1149 samodzielna kompania łączności (01.08.1943 - 25.11.1944)
- 52 samodzielny batalion łączności (od 25.11.1944)
- 104 batalion saperów
- 16 batalion medyczno-sanitarny